# 科科羅湖
科科羅湖是俄羅斯的湖泊，由克拉斯諾達爾邊疆區負責管轄，位於北西伯利亞低地東北部，面積162平方公里，海拔度62米，湖水來自雨水和地面徑流。
73°00′N 101°04′E / 73°N 101.07°E